# Alexander Parkes
Pour les articles homonymes, voir Parkes.
Alexander Parkes (né dans Suffolk Street, Birmingham, le 29 décembre 1813 - mort le 29 juin 1890) est un orfèvre et inventeur de Birmingham. Il a perfectionné le placage des métaux, découvert et commercialisé la première matière plastique sous le nom de Parkesine.

## Biographie

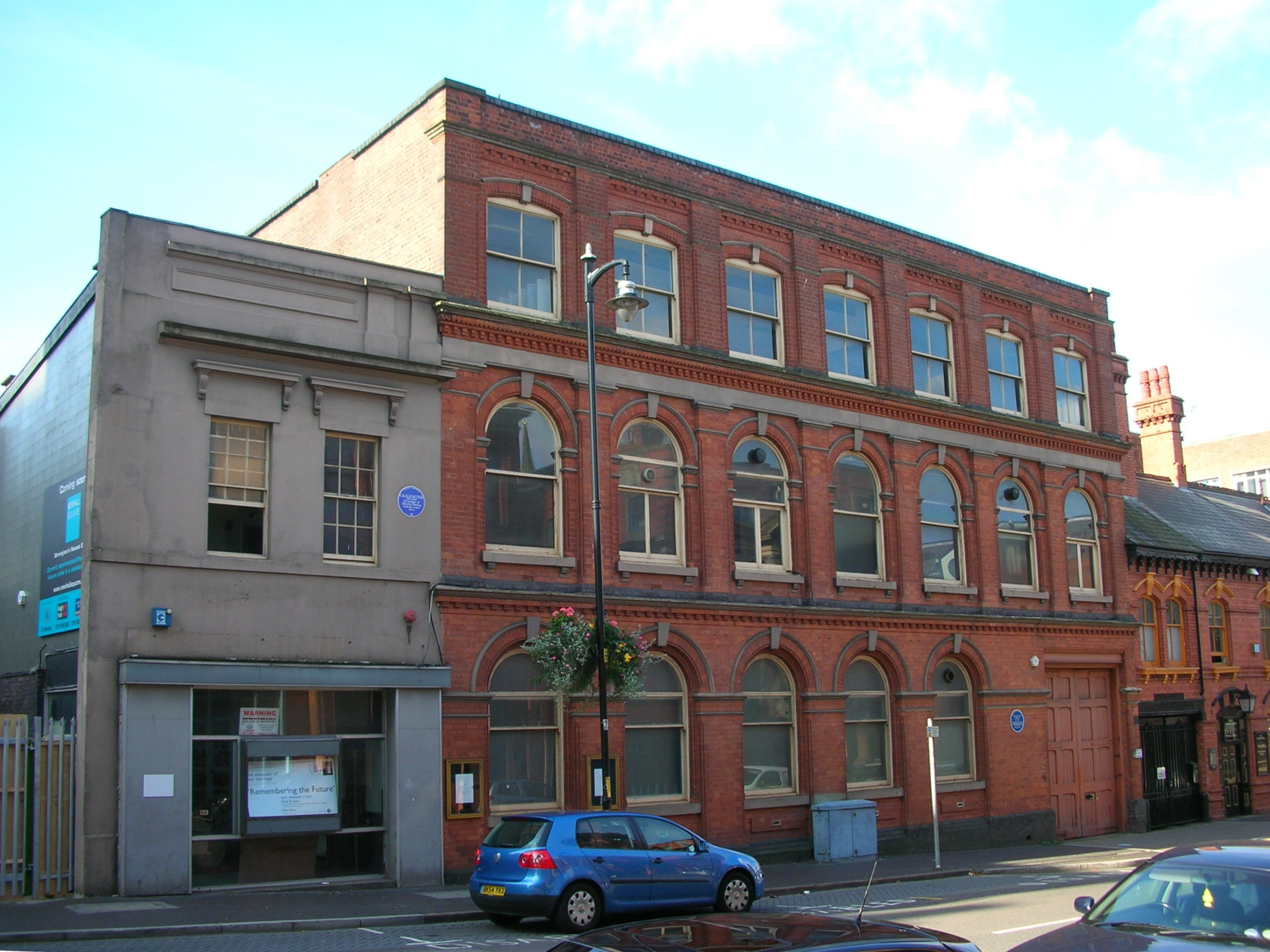
Les ateliers Elkington de Birmingham, où Parkes mit au point ses procédés de placage.

Alexander Parkes est le quatrième fils d'un fabricant de cadenas en bronze, James Mears Parkes, et de Kerenhappuch Childs. Il est le petit-neveu de Samuel Harrison, que Josiah Mason cite comme l'inventeur d'un porte-clefs et du porte-plume,,. Le jeune Parkes fut apprenti chez Messenger & Sons, une fonderie de bronze de Birmingham, avant d'être embauché par George et Henry Elkington, orfèvres qui avaient breveté au Royaume-Uni la galvanoplastie,,. On pense que la famille Parkes descend du R. P. Michael Parkes († 1617), vicaire de Penkridge, dans le Staffordshire, et qu'elle était liée à la serrurerie artisanale des villes de Wednesbury et Wolverhampton depuis le XVIe siècle.

### Améliorations à la galvanoplastie
Responsable des coulées, Parkes s'intéressa pourtant de plus en plus aux opérations de galvanoplastie et déposa son premier brevet (n°8905) en 1841 pour un procédé de placage d'articles de luxe. Il améliora sans cesse sa technique, étendant son application à des objets de plus en plus fragiles, et même des fleurs : il faisait pour cela préalablement baigner le sujet dans une solution de sulfure de carbone saturée en phosphore, puis dans un bain de nitrate d'argent. Il put ainsi présenter au Prince Albert une toile d'araignée plaquée en argent, lors de la visite de ce prince à l'usine d'Elkington en 1844.
Il a joué un rôle pionnier dans l’addition de phosphore aux métaux et alliages, et développa le bronze au phosphore (brevet 12325 de 1848, déposé conjointement avec son frère Henry). En 1850, il développa et breveta le « procédé Parkes » pour l’extraction efficace d'argent de sels de galène, procédé qu'il ne cessa d'ailleurs d'améliorer en 1851 puis 1852.

### Vers le celluloïd

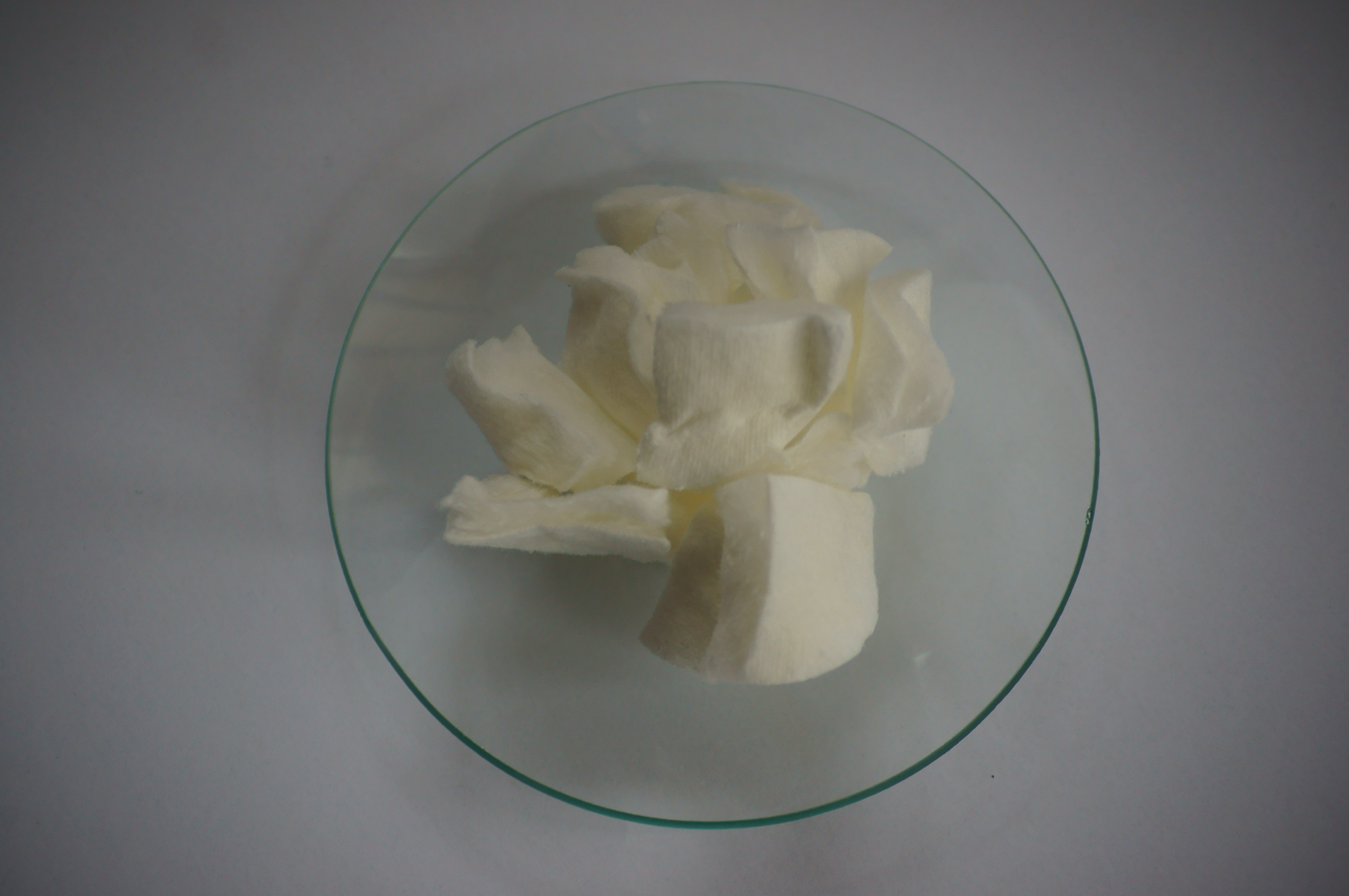
La nitrocellulose à l'état solide.

Dès 1846, Parkes avait breveté le procédé de cure à froid pour vulcaniser le caoutchouc, que Thomas Hancock qualifia de « l’une des découvertes les plus utiles et les plus extraordinaires de ce temps. »
En 1856, en traitant de la nitrocellulose avec divers solvants, il découvrit la Parkesine, thermoplastique précurseur du celluloïd. Pour produire en quantité ce nouveau matériau, présenté à l'Exposition universelle de 1862, Parkes fonda The Parkesine Company, usine installée à Londres dans le quartier de Hackney Wick. Mais la Parkesine, trop coûteuse à produire, fragile et très inflammable, n'eut d'abord qu'un succès commercial mitigé en Angleterre, et Parkes dut abandonner la production dès 1868.
L'un de ses associés, Daniel Spill (1832–1887), s’intéressa derechef à ce plastique, dont il proposa une version améliorée par addition de collodion, la « Xylonite. » Mais outre-Atlantique, John Wesley Hyatt commercialisait ce plastique sous le nom de celluloïd : aussi Spill lui intenta-t-il un procès en propriété industrielle. Toutefois, le jugement, rendu en 1870, conclut que le véritable inventeur, par l'originalité de ses expériences, était Parkes.
Au total, Parkes déposa 66 brevets pour des procédés ou matériaux, la plupart liés à la galvanoplastie ou aux polymères.

## Vie privée
Parkes se maria une première fois à Jane Henshall Moore (1817–1850), qui lui donna quatre fils et deux filles (le champion de cricket Howard Parkes est l'un de ses petits-fils), puis à Mary Ann Roderick (1835–1919), dont il eut quatre fils et sept filles. L'aîné des fils de ce second mariage, Alexander Parkes junior, président de la Société des Experts-comptables, a fait exposer plusieurs spécimens originaux de Parkesine au Science Museum de Londres en 1937, qui constituent aujourd'hui l'essentiel de la collection de Parkesine de ce musée.
Le frère benjamin de Parkes, Henry (1824–1909), était un expert chimiste, qui épousa Fanny Roderick (1837–97), sœur de la seconde épouse d'Alexander, et qui l'assista dans ses expériences de chimie pendant plus de cinquante ans.